# Projecte (economia)
Un projecte és una empresa temporal assumida per crear un producte o un servei.

## Origen
La paraula projecte prové del terme llatí projectum de projicere, "llançar quelcom endavant" que al seu torn prové de pro-, que denota quelcom que precedeix l'acció de la següent part de la paraula en qüestió (com al grec πρό) i jacere, "llençar". La paraula "projecte" originalment significa "quelcom que ve abans de res quedi fet". Quan la paraula va ser adoptada inicialment, es referia a fer a planejar quelcom, no a l'acte de portar a terme aquest pla realment. Quelcom fet d'acord amb un projecte va ser anomenat objecte. Aquest ús de "projecte" va canviar als anys 50, quan es van introduir diverses tècniques per a la gestió de projectes. Amb aquest fet la paraula va canviar lleugerament el seu significat per a cobrir tant els projectes com els objectes. No obstant això, en certs projectes poden existir els anomenats objectes i directors d'objecte.

## Característiques
- Temporal vol dir que qualsevol projecte tindrà una data de començament i una data d'acabament, la qual cosa no vol pas dir que tingui una durada curta.

- Els projectes són caracteritzats per l'elaboració progressiva: a causa de la unicitat i major incertesa els projectes no poden ser entesos enterament durant o abans que el projecte comenci, i per això la planificació i l'execució de projectes ocorre molts cops en passos o fases separades. A mesura que el projecte progressa, l'equip de projecte entén les següents passes, objectius i la forma d'execució molt millor. Basat en aquest coneixement els membres de l'equip elaboren plans esborrany inicials, i executen la següent fase del projecte basant-se en aquests plans detallats.

Els projectes difereixen de les operacions, perquè les operacions són contínues i repetitives (els projectes són temporals), i les operacions donen els mateixos o gairebé els mateixos resultats (per contra, els resultats dels projectes són únics).
Un projecte usualment necessita recursos per a entregar els seus resultats. La majoria del temps, l'execució del projecte està basada en un pla detallat, que considera també factors externs i restriccions. La planificació, execució i control del projecte és el camp primari de la gestió de projectes. Per a projectes majors a vegades és necessari crear una organització temporal, consistent d'un equip de projecte i un o més equips de treball.
Els projectes majors poden ser dividits en subprojectes, que de fet són una col·lecció de projectes relacionats. Típicament, la col·laboració entre membres d'un equip de projecte és necessària per a un resultat reeixit.

## Cicle de vida
El cicle de vida d'un projecte és el procés mitjançant el projecte es porta a terme. El cicle de vida està format per una sèrie de fases. El resultat de cada fase serveix de base per a la següent:
- Iniciació i concepte: és la fase on es presenta la idea o necessitat que promou el projecte, es busquen alternatives i s'intenta justificar-lo. Si la justificació és acceptada comença a crear-se l'estructura del projecte i s'identifiquen Stakeholders,“qui pot afectar o es pot veure afectat pel desenvolupament del projecte”. S'estableixen els objectius, comença a estructurar-se el projecte assignant rols i responsabilitats i es fa una estimació en temps, cost i risc. D'aquesta fase surt una proposta de projecte.
- Planificació i desenvolupament: a aquesta fase es fa una planificació del projecte comptant amb els recursos i el temps disponible, definits a la proposta. Es determinen els costos, i es crea un pla de control i un de qualitat. D'aquesta fase surt una Pla d'excussió del projecte.
- Implementació: es duu a terme el pla d'execució que s'elabora a la fase anterior. D'aquesta fase s'obtenen informes sobre incidències en el pla i informes d'estat de l'execució.
- Lliurament i Avaluació: es dona el projecte com a finalitzat i s'entrega el resultat i es prepara una sèrie d'informes d'avaluació.[3]

## Avantatges
L'enfocament basat en projectes és particularment apreciat per negocis occidentals, que són caracteritzats per una organització en matriu i una cultura de la cooperació. En el cas d'organitzacions autoritàries i burocràtiques amb estructura rígida i jeràrquica, el treball basat en projectes és menys popular, o no funciona com s'espera a causa del conflicte entre diferents cultures organitzacionals.